# Bataille de la Neretva
Seconde Guerre mondiale
Batailles
Batailles et opérations des campagnes d'Afrique, du Moyen-Orient et de Méditerranée
- Guerre du Désert
- Campagne d'Afrique de l'Est
- Campagne d'Afrique du Nord
- Bataille de la Méditerranée
- Bombardements italiens de la Palestine mandataire
- Bombardement du Bahreïn
- Campagne du Gabon
- Campagne des Balkans
- Guerre anglo-irakienne
- Campagne de Syrie
- Résistance en Grèce
- Opérations en Yougoslavie
- Opérations anti-partisans en Croatie
- Invasion anglo-soviétique de l'Iran
- Bataille de Madagascar
- Offensive de Belgrade
- Campagne d'Italie
- Résistance en Macédoine

Front d'Europe de l'Ouest

Front d'Europe de l'Est

Bataille de l'Atlantique

Guerre du Pacifique

Guerre sino-japonaise

Théâtre américain
La bataille de Neretva, connu également sous le nom de quatrième offensive anti-partisane ou opération Fall Weiss, qui s’est déroulée de janvier à mars 1943, a opposé à Jablanica les résistants yougoslaves aux forces conjointes allemandes, italiennes, oustachis et tchetniks lors de la phase finale des opérations de guerre sur le théâtre des Balkans après le début de l'offensive allemande Fall Weiss (« Plan blanc »), opération stratégique lancée au début de 1943 pendant la Seconde Guerre mondiale. La bataille tire son nom du fleuve Narenta (Neretva en serbo-croate), où se sont déroulés les moments décisifs de l'opération. Ce fut l'un des affrontements les plus importants de la guerre en Yougoslavie.

## Contexte
Fin 1942, alors que la situation de l'Axe en Afrique du Nord se détériorait, le haut commandement allemand s'inquiétait de la possibilité d'un débarquement allié dans les Balkans. Dans cette hypothèse, les forces de résistance en Yougoslavie seraient susceptibles d'interférer avec les opérations de défense allemandes ainsi qu'avec leur exploitation économique des ressources naturelles, notamment du bois, du cuivre et de la bauxite. En conséquence, le 16 décembre 1942, Adolf Hitler ordonna au général commandant Alexander Löhr, commandant des forces armées du sud-est de l'Europe, d'écraser la résistance en Yougoslavie. Les 18 et 19 décembre, une réunion est organisée par l'état-major de la Wehrmacht. Le 8 janvier, Löhr et Mario Roatta, commandant de la 2e armée italienne, se rencontrent à Zagreb afin d'élaborer un plan détaillé.

## Composition des effectifs
Du côté des forces de l'Axe, neuf divisions sont prévus à cet effet : six Allemandes, trois Italiennes, deux Croates oustachis. Environ 60 000 soldats de l'Axe participent aux trois différentes phases de l'opération Weiss contre 10 000 à 15 000 partisans (les forces partisanes présentes dans la région, y compris des blessés, des malades, des soldats locaux et des sympathisants civils; les sources yougoslaves calculent plutôt les forces de l'Axe à 130 000, chiffre gonflé après guerre par les organes du parti communiste. Quant aux chetniks, seul le Durmitorski bataljon (Bataillon du Durmitor) fut dans la bataille, avec près de 700 hommes, dirigés par le voïvode Nikola Bojovic. Ceux-ci voulaient empêcher les communistes de traverser la rivière pour que les forces de l´Axe règlent le compte des partisans communistes. 

### Ordres de bataille

#### Ordre de bataille des partisans yougoslaves
Partisans yougoslaves :
- Commandant suprême: Josip Broz Tito
- 4e Corps d'armée (Croate) (16 000 hommes) commandant : Ivan Gošnjak
  - 6e division de Lika
  - 7e division de Banja
  - 8e division du Kordun
- 3e Corps d'armée (bosniaque) (11 500 hommes) commandant : Kosta Nađ
  - 4e division de Craina
  - 5e division de Craina
- Groupe opérationnel principal (14 500 hommes) commandant : Josip Broz Tito
  - 1re division prolétarienne
  - 2e division prolétarienne
  - 3e division d'assaut
  - 9e division dalmate

#### Ordre de bataille des forces de l'Axe
Allemagne
- Oberbefehlshaber Südost[8], général Alexander Löhr
- Befehlshaber der Deutschen Truppen in Kroatien[9], général Rudolf Lüters
  - 369e Infanterie-Division (kroatische)
  - 714e division d'infanterie
  - 717e division d'infanterie
  - Un régiment du 187e Réserve-Division

 Waffen-SS
- 7e SS-Gebirgsdivision Prinz Eugen

 Italie
- 12e division d'infanterie Sassari
- 13e division d'infanterie King
- 57e division d'infanterie Lombardia
- 154e division d'infanterie Murge[10]

 Croatie
- 2e brigade de montagne de la garde nationale croate
- 3e brigade de montagne de la garde nationale croate

 Tchetniks (nominalement défini comme " Maquisards fidèles au royaume et au roi de Yougoslavie", sous commandement du générale Draza Mihailovic.  
- environ 1 000 soldats (700 de la durmitorska brigada et une centaine de la cavalerie de Foca.)

## Opérations
L’opération Fall Weiss a été réalisée en trois périodes successives :
- Weiss I : lancée le 20 janvier 1943 avec l'attaque des territoires partisans dans l'ouest de la Bosnie et une partie du centre de la Croatie.
- Weiss II : lancée le 25 février avec des combats dans l'ouest et le sud-ouest de la Bosnie et le retrait des partisans au sud-est de la rivière Narenta.
- Weiss III : lancée en mars et s'est concentré sur les régions du nord de l'Herzégovine, mais les partisans ont réussi à rompre l'encerclement des forces ennemies et à se réfugier au nord du Monténégro : la troisième phase de l'offensive n'a donc pas été menée à bien.

Pour les Partisans, sous les ordres de Tito, le but de cette bataille n´était pas de stopper l’invasion allemande en Yougoslavie, mais aussi plutôt de trouver un passage pour évacuer ses 5 000 blessés en terrain moins hostile.
Pour anéantir la résistance des unités de Partisans de Tito, qui avaient formé une vaste zone libre dans les parties occidentales de la Yougoslavie, en Bosnie et en Croatie, connue sous le nom de « République de Bihać », les Allemands lancent donc l’opération Weiss, considérée comme la quatrième offensive anti-Partisans. Tito, conscient que les Partisans, mal armés et inférieurs en nombre et en équipement, ne seraient pas capables de défendre ce grand territoire libre, a ordonné à ses troupes de ne pas attaquer l’ennemi de manière directe, mais de mener des combats de guérilla, en attaquant sur les flancs et à l’arrière des troupes ennemies, afin de tenter de les contenir.
Refusant d'abandonner les nombreux blessés, le maréchal Tito a ordonné de les amener, malgré les conditions très difficiles liées à leur transport sur un terrain très accidenté et au froid glacial de l’hiver. La colonne sera rejointe également par environ 5.000 civils qui se mettront également en marche en direction de la vallée de la Neretva.

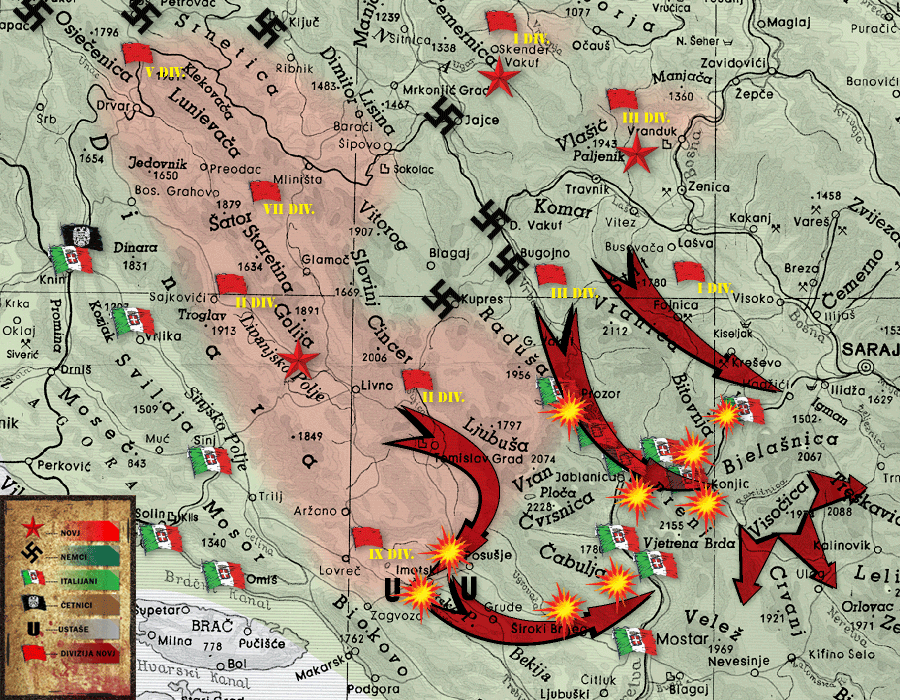
Carte des attaques lancées par les partisans yougoslaves contre les forces italiennes et tchetniks à Narenta.

Fin février 1943, des unités de Partisans, des blessés et des civils se retrouvent encerclés dans la vallée du fleuve Neretva, à Prozor. Après avoir essuyé un premier échec, les Partisans réussissent à libérer la ville le lendemain puis, trois jours après, le 22 février 1943, ils reprennent aussi la ville de Jablanica, mais à Konjic leur avancement est stoppé.
Dans les rangs des Partisans, le typhus fait des ravages. Tito peut compter sur quelque 20 000 hommes, mais ils sont entièrement encerclés de tous les côtés. Une situation sans issue à laquelle le commandant en chef yougoslave décide (selon les recits d´après guerre) de répondre en ordonnant la démolition de tous les ponts sur le fleuve Neretva. Le pont de Jablanica, un ouvrage austro-hongrois construit en 1888, a été détruit par les Partisans à l’aube du 3 mars 1943. À la suite de cette destruction, les Partisans construisent un pont de fortune en bois, à l’endroit même où se trouvait le premier, permettant aux blessés de traverser le fleuve.
Tito ordonne ensuite le redéploiement vers le nord, à 40 kilomètres de Jablanica. Du 3 au 5 mars, les Partisans réalisent la célèbre contre-attaque près de Donji Vakuf, en repoussant les Allemands et les Italiens vers la vallée de la rivière Vrbas.

## Conséquences
À la fin du mois de mars, les forces de l'Axe avaient tué près de huit mille partisans et capturé deux mille autres. En dépit de ces lourdes pertes et de la victoire tactique des troupes de l'Axe, les formations de Tito ont sauvé leur commandement et l'hôpital de campagne, pouvant poursuivre les opérations de guérilla les mois suivants. De ce fait, lorsqu'ils atteignent l’est de la Bosnie-Herzégovine, les partisans ne sont confrontés qu’aux Chetniks, qui sont peu à peu éliminés à l’ouest de la Drina. La prochaine grande opération sur le front yougoslave est l'opération Schwarz.

## Controverse
L´historien Serbe Milosav Samardzic réfute cette version de l´histoire écrite par les cadres du parti communiste titiste en démontrant dans ses recherches que ce sont les Allemands qui firent sauter le pont pour empêcher le passage des partisans vers l´autre rive. Cependant, le pont endommagé permettait toujours le passage vers l´autre rive. Du côté des maquisards pro-royalistes, le commandement de Ravna Gora fut informé des mouvements de troupes dans la région. Un premier télégramme fut envoyé notamment aux brigades basées près de Mostar, celle du commandant Pavle Đurišić et celle du voïvode  Nikola Bojovic d´aller empêcher les partisans de traverser la Neretva, les bloquant ainsi pour que les forces de l´Axe les anéantissent. Il s´avère que les services secrets anglais avaient percé le chiffrement des télégrammes tcheniks, et ceux-ci renvoyèrent un ordre contraire qui était de ne plus y aller. Cependant, le voïvode Bojovic s´était déjà mis en marche avec ses 700 hommes de la brigade "Durmitor" (Durmitorska brigada) qui ne reçut pas ce télégramme dans les temps. Ainsi, il se retrouva avec 700 hommes  là ou plus de 5 000 hommes auraient dû se trouver. Le pont écroulé pouvant toujours permettre le passage des partisans communistes, les chetniks tentèrent de les stopper, mais 700 hommes contre une quasi division ne firent pas le poids. Le voïvode Bojovic fut grièvement blessé à la main et à la poitrine, et dut être évacué vers Zminica, au Monténégro. Ses hommes se retirèrent, permettant ainsi aux communistes de passer. De plus, il démontre de manière formelle que les partisans ne disposaient pas d’assez d´explosifs pour faire sauter de tels ouvrages, mais que les Allemands oui.  Il est dit que « suite à cette destruction prétendument ordonnées par Tito lui-même, les Partisans construisent un pont de fortune en bois, à l’endroit même où se trouvait le premier, permettant aux blessés de traverser le fleuve » (chose également contestée par M. Samardzic: "Pourquoi faire sauter un pont en métal pour en reconstruire un en bois au même endroit sous le feu de prétendus 150.000 soldats des forces de l´Axe?") Selon lui, l´histoire fut réécrite par les vainqueurs, là où les partisans ne bénéficièrent que de la chance que les chetniks ne furent pas nombreux ce qui leur permit le passage du canyon, mais ceux-ci en firent après-guerre une fiction grâce à un film à la gloire de l´armée communiste qui coûta l´équivalent actuel de 150 millions d´euros.

## Filmographie
- La bataille de la Neretva - film (1969)